# 陳璘 (天啓進士)
陈璘（？—？），字吴仲，號瑕真，浙江绍兴府山阴县民籍。明朝政治人物。

## 生平
诗三房，甲申十一月初六日生。萬曆二十五年（1597年）丁酉科浙江鄉試三十四名舉人，天啓二年（1622年）壬戌科会试三百七十六名，二甲六十一名進士。都察院观政，未授官。